# Duomo di San Giorgio (Modica)

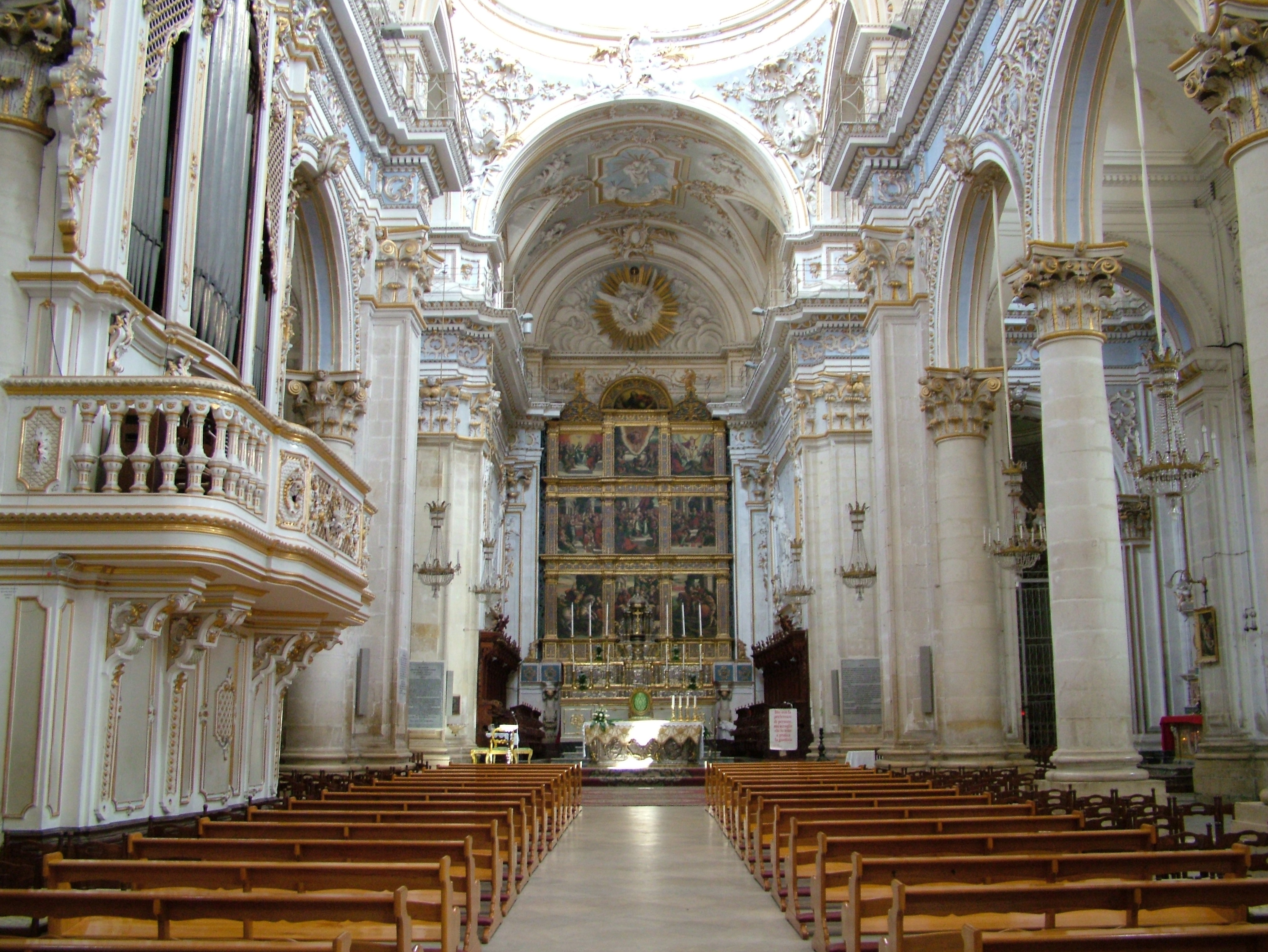
Navata.

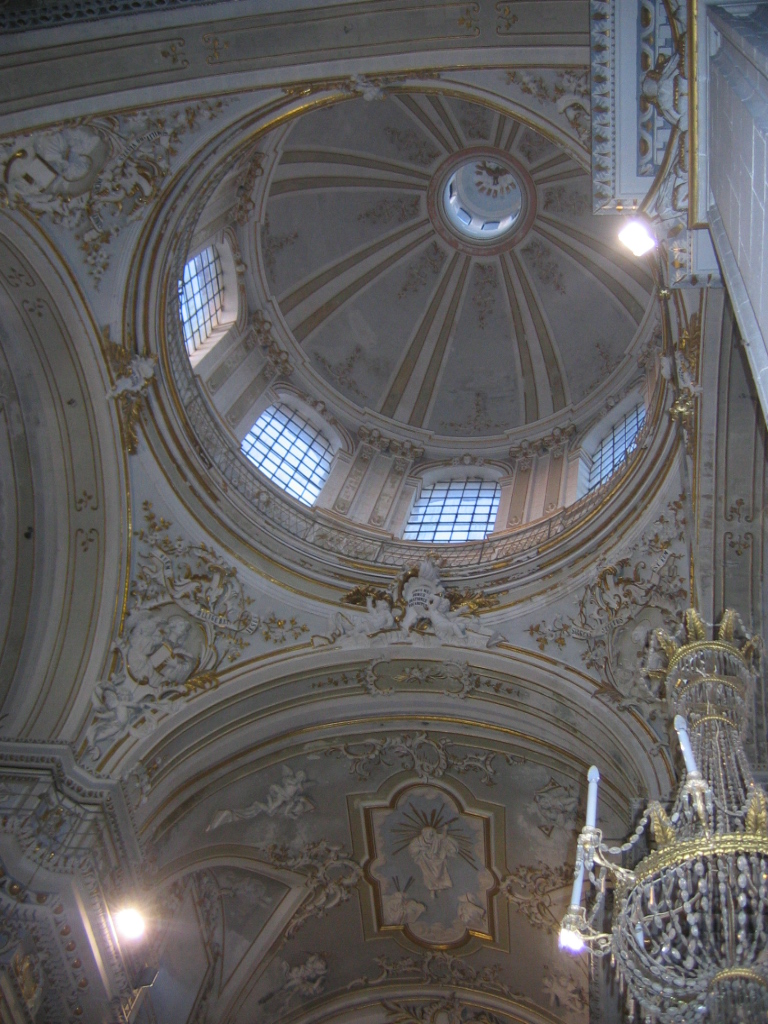
La cupola.

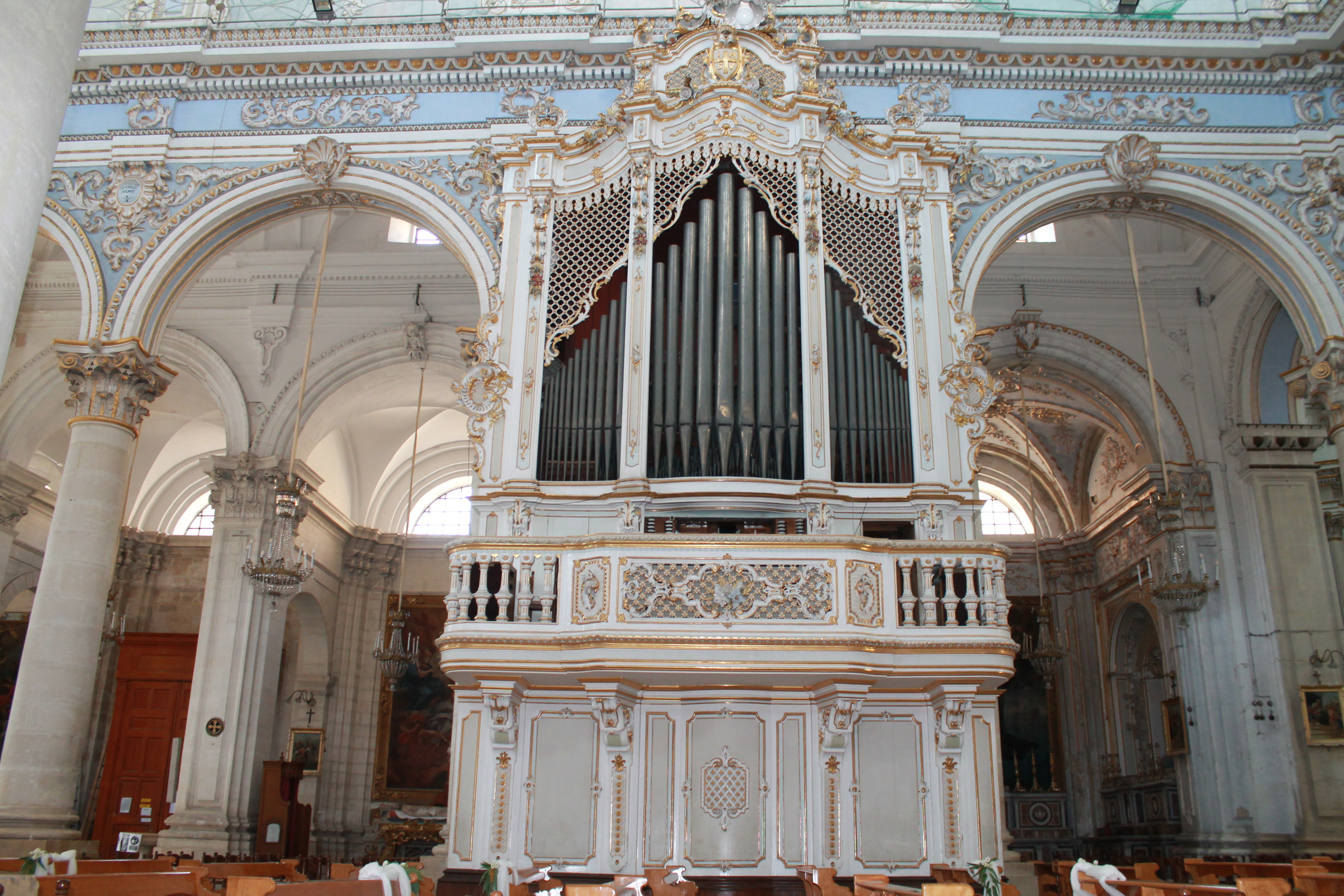
Organo.

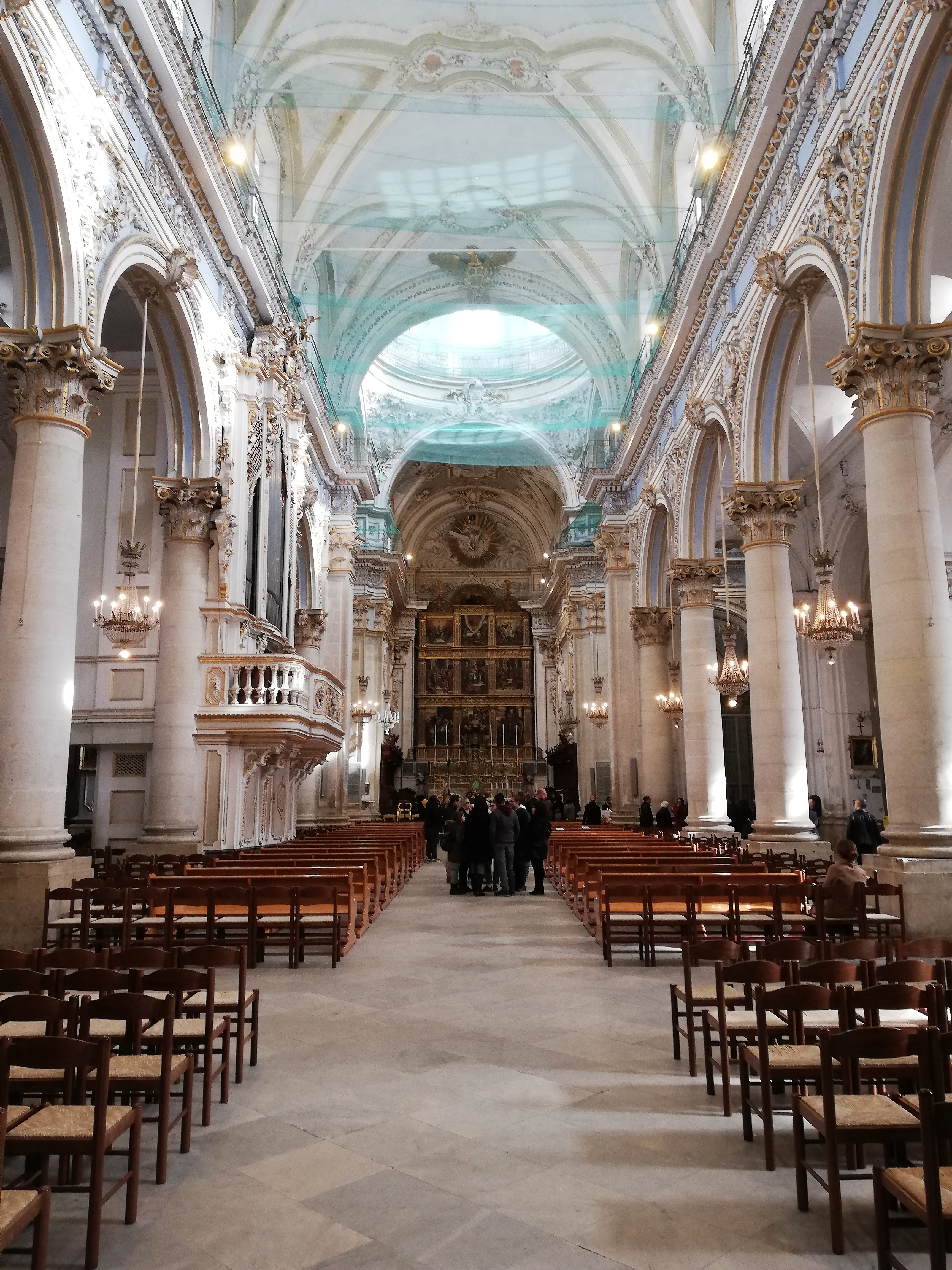
Navata.

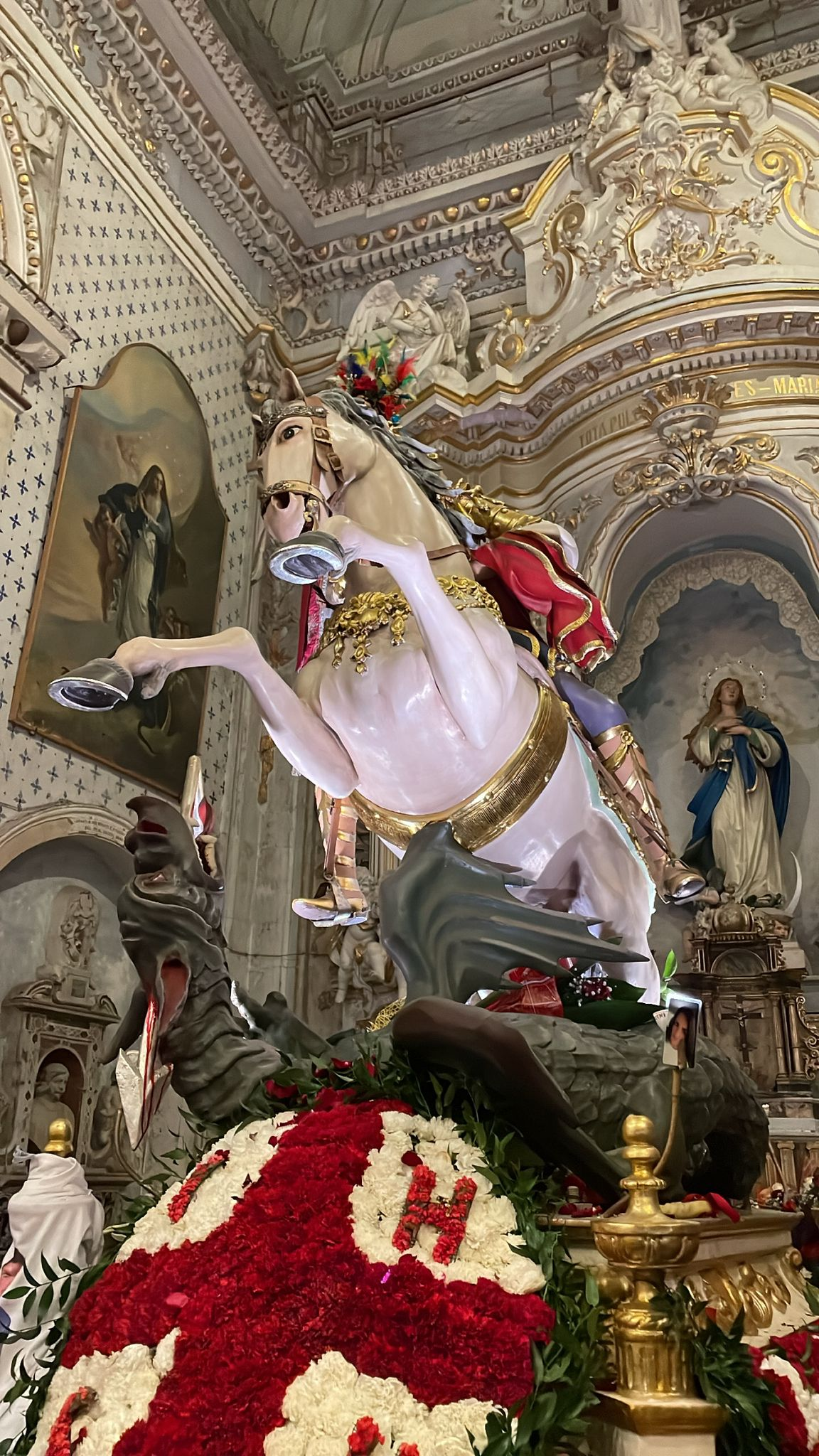
Simulacro San Giorgio Modica (RG)

Il duomo di San Giorgio è la chiesa madre della città di Modica, nel Libero consorzio comunale di Ragusa, ed è inserito nella Lista Mondiale dei Beni dell'umanità dell'UNESCO.
Esso viene spesso indicato e segnalato come monumento simbolo del Barocco siciliano, di cui rappresenta l'architettura più scenografica e monumentale. Lo storico dell'arte Maurizio Fagiolo dell'Arco ha dichiarato che tale Chiesa «forse andrebbe inserita tra le sette meraviglie del mondo barocco».
L'edificio è il risultato finale della ricostruzione sei/settecentesca, avvenuta in seguito ai disastrosi terremoti che colpirono Modica nel 1542, nel 1613 e nel 1693 (il più grave, vedi Terremoto del Val di Noto); lievi danni apportarono i sismi nell'area iblea succedutisi nel corso del Settecento e nel 1848.

## Storia

### Epoca normanna
Un edificio probabilmente già esistente nell'alto medioevo, poi distrutto nell'845 in seguito alle incursioni e conseguente dominazione araba. Il primitivo luogo di culto denominato chiesa di Santa Croce sorgeva approssimativamente sull'area corrispondente alla Cappella del Santissimo Sacramento.
Il primo documento ufficiale che certifica la presenza di una chiesa dedicata a San Giorgio nella città di Modica è una bolla pontificia del 1150, emanata da papa Eugenio III, con la quale bolla la Ecclesia S. Giorgi de Mohac veniva posta, insieme alla consorella intitolata a San Giovanni Evangelista già presente nella parte alta della città, sotto la tutela del abbazia della Santissima Trinità dell'Ordine benedettino di Mileto, in Calabria. Ma verosimilmente la sua prima edificazione sarebbe stata voluta direttamente dal conte Ruggero d'Altavilla, a partire dalla conquista normanna della Sicilia, intorno al 1090.

### Epoca spagnola
San Giorgio fu eretta a collegiata con bolla di Urbano VIII del 6 novembre 1630.
Il 25 marzo 1643 il barone Renda governatore, a nome del conte Giovanni Alfonso Enriquez de Cabrera e Colonna, modicano e viceré di Sicilia, ricevette disposizioni di decorare l'antico tempio con nuove fabbriche e di abbellire quelle già esistenti, previ adeguati restauri. L'impianto secentesco era stato progettato dall'architetto frate Marcello da Palermo, dei Minori Riformati di San Francesco di Modica, con la posa della prima pietra. Il capo maestro della fabbrica di San Giorgio, promosso poi nel 1649 a capo maestro ingegniere della città di Modica, era Carlo D'Amico, anch'egli originario di Palermo.
Le indicazioni ricavate da attenti studi attribuiscono il progetto della facciata a Rosario Gagliardi, uno dei più validi architetti del Settecento europeo. Il Gagliardi ed il Làbisi con la facciata-torre è per l’impostazione della facciata (dei primi due ordini) ispirarono la facciata della Cattedrale di Dresda, completata nel 1753 su progetto dell'italiano Gaetano Chiaveri.
I lavori per la ristrutturazione e rimodulazione del I ordine della facciata secentesca, che aveva resistito alle forti scosse del terremoto del 1693, con la modalità della giustapposizione, ovvero dello sfabbricare piccole porzioni per rifabbricare sopra, iniziarono nel 1702 e furono completati nel 1738, mantenendo il vecchio stile. Cospicue furono le offerte, per i restauri o i rifacimenti ex novo, da parte dei fedeli modicani, cui si aggiunsero un grosso contributo del Comune, e la generosa elargizione di re Filippo IV, che rinunciò a favore della chiesa al contributo annuale che la Contea versava al Real Patrimonio di Spagna; in pochi mesi, si raccolsero ben 5.350 onze, parecchi milioni di euro come valore spendibile. Della facciata antecedente al terremoto, quella costruita secondo il modello di frate Marcello, se ne lesionò solo un pezzo, un arco di una porta, rifatto fra il 1702 ed il 1704 conforme all'antica pianta, al costo di appena 300 onze, comprendendo tale spesa il rifacimento di un pezzo di tetto della navata centrale, e del campanile. La consegna dei lavori fu solennemente festeggiata in città il 9 febbraio del 1738 con un corteo alla presenza di tutte le autorità religiose - con il vescovo di Siracusa, monsignor Matteo Trigona a presiedere i riti - civili e militari dell'epoca.
Il I e il II ordine della facciata era dunque già completo nel 1760, anno in cui fu dato l'incarico al Làbisi di realizzare il III ordine, previsto dal progetto stesso, mantenendo una uniformità stilistica, nonostante l'ardito disegno di innalzare una facciata a torre. Il lavoro del Labisi fu oltremodo importante, in quanto l'architetto netino riuscì realizzare il III ordine in maniera perfettamente fedele al resto della facciata. Il III ordine fu completato nel 1780 avendo previsto nel 1777 il posizionamento delle campane più grandi nell'apposita cella, e dell'orologio meccanico nel suo quadrante.
Le campane e l'orologio, completato il III ordine, furono spostati nel 1777 al piano superiore, lasciando vuoti, come li vediamo, la cella campanaria del II ordine ed il relativo quadrante dell'orologio. Il rifacimento in nuovo stile della facciata del duomo, a distanza di 78 anni dall'inizio dei lavori, poteva definirsi quasi completato, mancando però il coronamento del III ordine e la guglia finale con la croce. A questo provvede, con un suo progetto, il ragusano Carmelo Cultraro, coadiuvato dai maestri di fabbrica Primo Muccio e Gaudenzio Lauretta, dal 1841 al 1842.
Nel 1841 (atto del 26 marzo) fu infatti dato incarico al "capo maestro di fabbrica" Carmelo Cultraro di realizzare, entro un anno e cinque mesi, una guglia su cui apporre la croce in ferro, a completamento del progetto originario della chiesa madre: « li sudetti Cultraro, Muccio e Lauretta in virtù di questo atto autentico promettono, e si obbligano di  terminare il terzo ordine, e fare il quarto, il quinto, e il sesto ordine con tutte le fabbriche necessarie in detta opera, ben cimentate con buono impasto, la maggior parte di quali fabbriche dovrà essere rivestita di pezzi di pietra calcare tenero ». La committenza al Cultraro, dettagliatissima, elenca minuziosamente le sculture, le forme, i fregi, i decori, di cui dotare la cuspide della chiesa. Nel 1842 anche questo progetto era interamente compiuto, come attesta un cartiglio lapideo apposto nel coronamento che sormonta il III ordine.
Con l'autoproclamazione a chiesa madre del tempio dedicato a San Pietro, la chiesa "ufficiale" dei conti di Modica in quanto prossima al castello e in maggior misura finanziata dall'opulenta nobiltà modicana, ha inizio una acerrima e secolare disputa fra autorità capitolari sostenute dai fedeli e dai devoti delle contrapposte realtà parrocchiali.
Scontri tra fazioni - sangiorgesi contro sanpietresi (Giorgesi e Pietresi) - che sfociavano spesso in scaramucce, intolleranti dispetti, determinata ignoranza e mancata osservanza di regole, sconfinamenti - anche durante i cortei processionali, futili motivi e pretesti che si tramutavano in provocazioni, non di rado concretizzandosi in fitte sassaiole, solenni bastonature collettive, mutui danneggiamenti, divieti di ogni genere. Giuseppe Pitrè riferisce di canzonature, epiteti volgari, insulti reciproci, coinvolgimento di bambini, minacce vicendevoli.
A derimere le varie questioni canoniche o d'ordine pubblico erano chiamate a pronunciarsi di volta in volta sia la Consulta di Sicilia che la Curia Romana, senza trascurare i corsi e ricorsi che prolungavano all'infinito le diatribe legali. Solo due secoli dopo per decreto regio di Carlo III di Borbone del 16 settembre 1797, si pone fine alla prolungata questione, segnando fisicamente i confini territoriali, invitando chiunque a rispettare le disposizioni del sovrano.

## Esterno

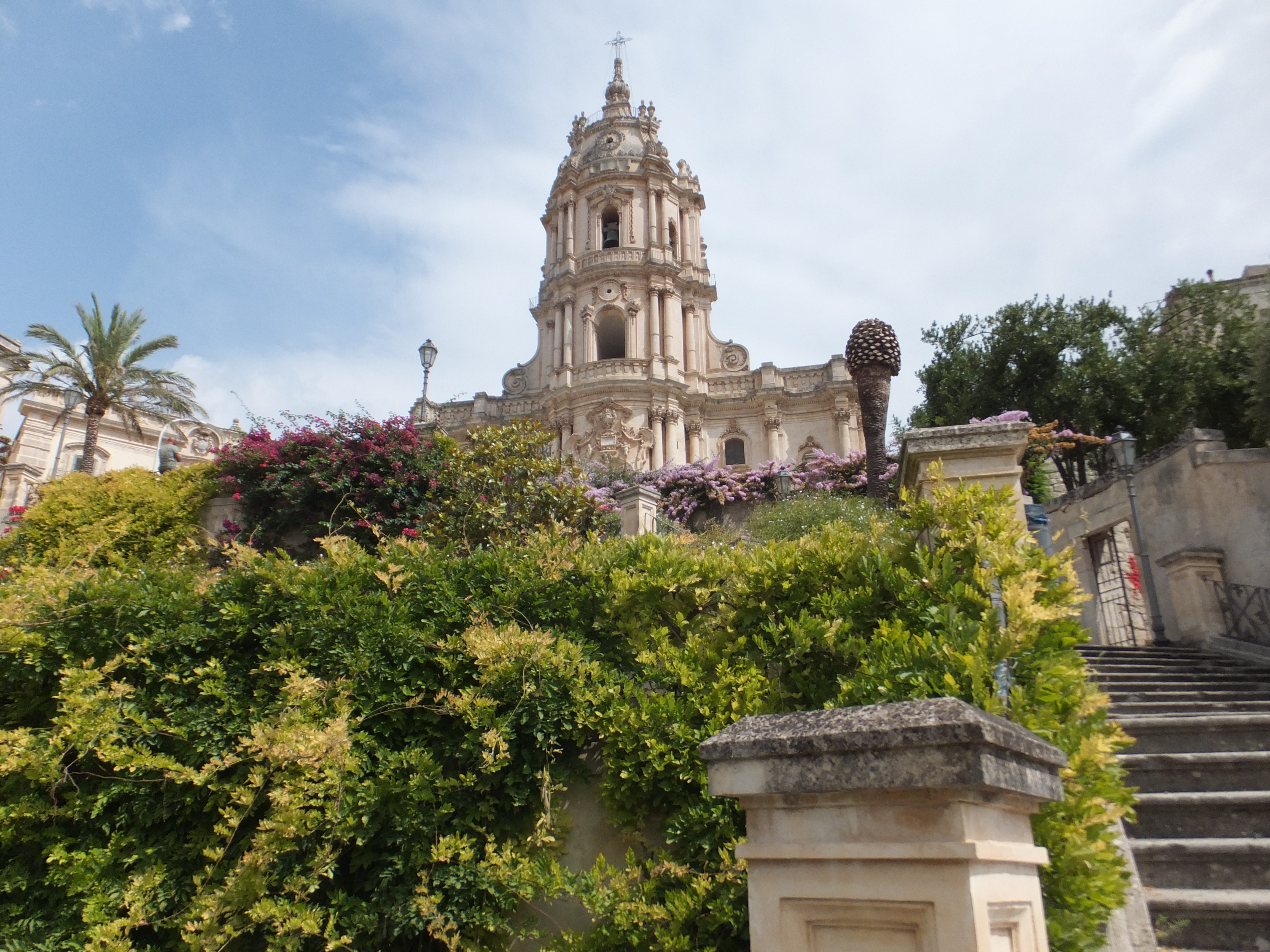
La scalinata e i giardini di San Giorgio.

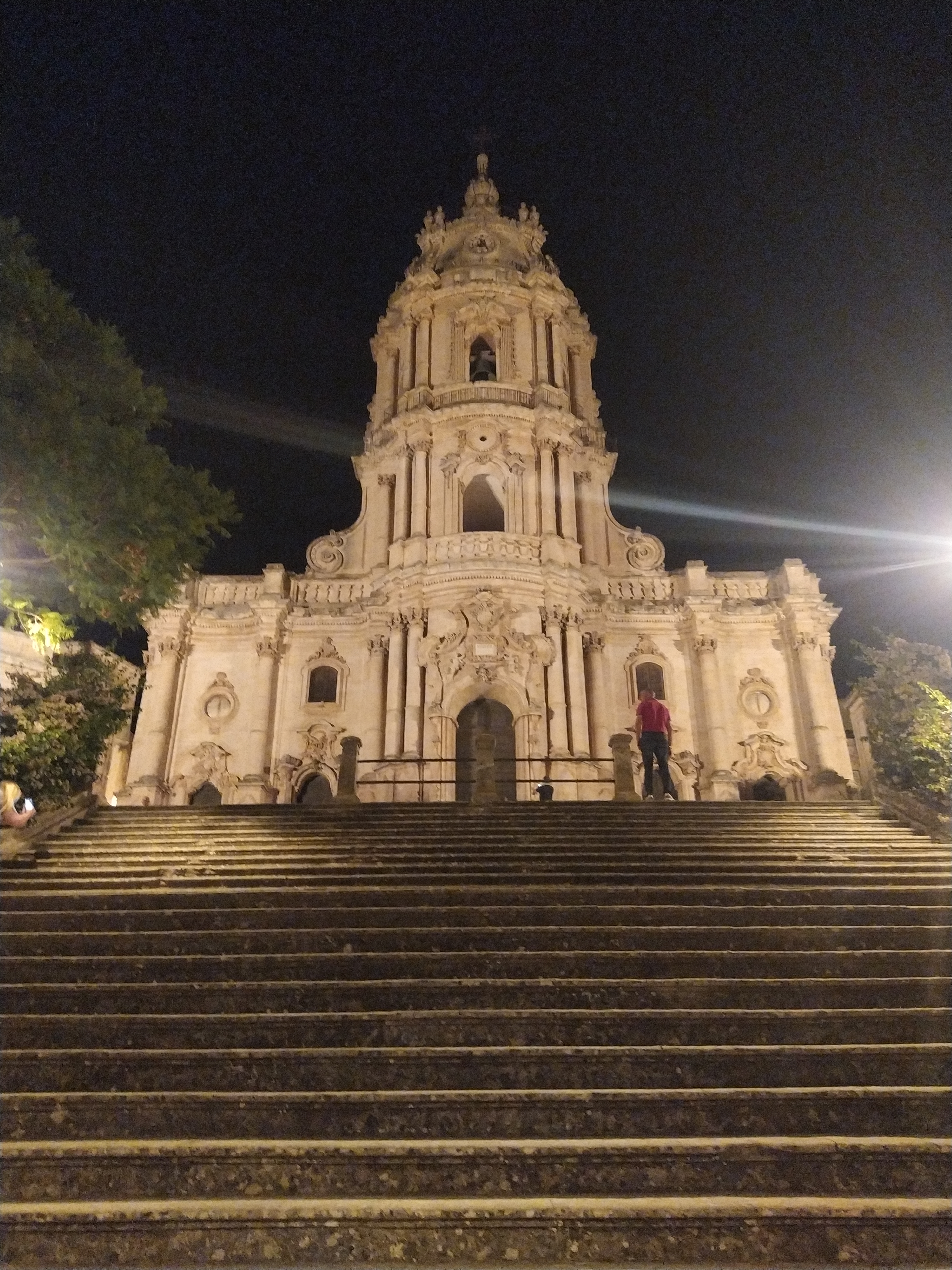
Duomo di San Giorgio Modica

L'imponente facciata a torre, che si eleva per un'altezza complessiva di 62 metri, fu costruita a partire dal 1702 e completata, nel coronamento finale e con l'apposizione della croce in ferro sulla guglia, nel 1842.
La facciata- dalle sorprendenti analogie con la coeva Katholische Hofkirche di Dresda - fu realizzata modificando, forse anche con parziali demolizioni, quella secentesca preesistente, di cui non abbiamo documenti o disegni ma che aveva resistito alla forza del terremoto. Peraltro mai furono sospese le attività liturgiche nel duomo, salvo qualche mese dopo il tremendo terremoto del 1693 che ne aveva fatto crollare i tetti, ripristinati i quali già nel 1696, alla visita pastorale del vescovo di Siracusa, la chiesa era nel pieno esercizio delle sue funzioni.
La cupola s'innalza per 36 metri. Una scenografica scalinata di 181 gradini, disegnata per la parte sopra strada dal gesuita Francesco Di Marco nel 1814 e completata nel 1818, conduce ai cinque portali del tempio, che fanno da preludio alle cinque navate interne della chiesa, che ha pianta basilicale a croce latina e tre absidi dopo il transetto. La parte della scalinata sotto il Corso San Giorgio fu progettata nel 1874 dall'architetto Alessandro Cappellani Judica e completata nel 1880. La prospettiva frontale di tutto l'insieme è arricchita da un giardino pensile su più livelli, detto Orto del Piombo, costeggiato dalla scalinata monumentale, e compone una scenografia che ricorda Trinità dei Monti in Roma.

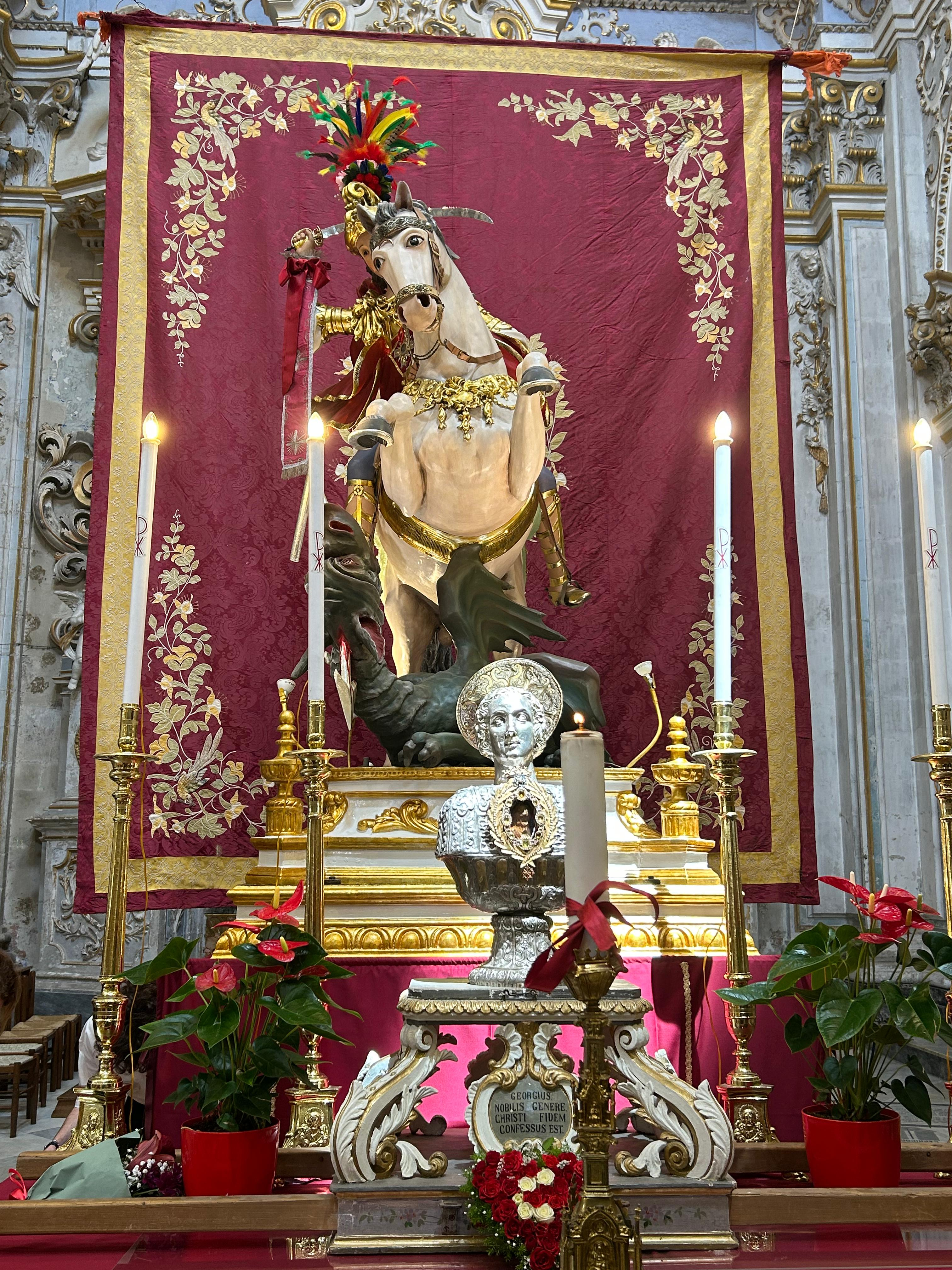
Simulacro di San Giorgio

## Interno
L'interno della chiesa è ripartito in cinque navate per mezzo di 22 colonne e pilastri sormontati da capitelli corinzi, le superfici presentano un ciclo pittorico nelle volte e un raffinato apparato decorativo in stucco.
Nella controfacciata, sopra l'arco che include il portale principale, uno stemma con cartiglio, aquila, scudo, armi e vessillo crociato, riproduce l'armatura del conte Ruggero d'Altavilla, a ricordo della tradizione secondo la quale la chiesa fu fondata proprio dal primo "Gran Conte di Sicilia".

### Navata destra
- Prima campata: Cappella della Sacra Famiglia. Dipinto.
  - Controfacciata: Cappella del Presepe. Opera di stile barocco ambientata tra le architetture in scala di Modica. Sovrasta il presepe una deliziosa pittura naif su legno, Natività del pittore milanese Carlo Cane della seconda metà del Seicento.
- Seconda campata: varco d'accesso, portale laterale destro.
- Terza campata: Cappella dell'Assunta. Nell'edicola campeggia il dipinto raffigurante l'Assunta, opera del tardo-manierista fiorentino Filippo Paladini datata 1610.
- Quarta campata: Cappella di Sant'Ippolito. Sulla sopraelevazione è collocato il dipinto raffigurante il Martirio di Sant'Ippolito, opera firmata dal pittore napoletano Cicalesius del 1671.
- Quinta campata: varco.
  - Ambiente capofila navata destra: Cappella di San Giorgio. Dipinto raffigurante San Giorgio a cavallo ritratto nell'atto di uccidere il drago e salvare la principessa figlia del re di Libia, tela attribuita al pittore netino Costantino Carasi, della scuola napoletana. Dietro il dipinto si cela una grande nicchia ove è custodita un'altra cassa contenente reliquari,[24] tra essi quelli di San Fanzio, Santa Deodata, San Fantino.

### Navata sinistra
Nella navata centrale, sulla sinistra, è ubicato il sepolcro del poeta e filosofo modicano Tommaso Campailla, morto nel 1740.
- Prima campata: fonte battesimale. Dipinto raffigurante il Martirio di San Fanzio e Santa Deodata, opera d'autore ignoto. Evento avvenuto a Siracusa nel 304 avente per protagonisti una coppia di sposi modicani - genitori di San Fantino - convertiti al cristianesimo e pertanto sottoposti a torture e al martirio.[25][26] La memoria liturgica dei santi Martiri Fanzio e Deodata è fissata al 31 luglio.
- Seconda campata:  varco d'accesso, portale laterale sinistro.
- Terza campata: Cappella delle Anime Purganti. Dipinto raffigurante la Vergine e le Anime Purganti. Simulacro del Cristo Morto.
  - Organo.
- Quarta campata: Cappella di Sant'Erasmo. Dipinto raffigurante il Martirio di Sant'Erasmo.
- Quinta campata: Cappella di San Francesco di Paola. Dipinto raffigurante la Traversata dello Stretto di Messina con il mantello.
  - Ambiente capofila navata destra: Cappella del Sacro Cuore di Gesù.

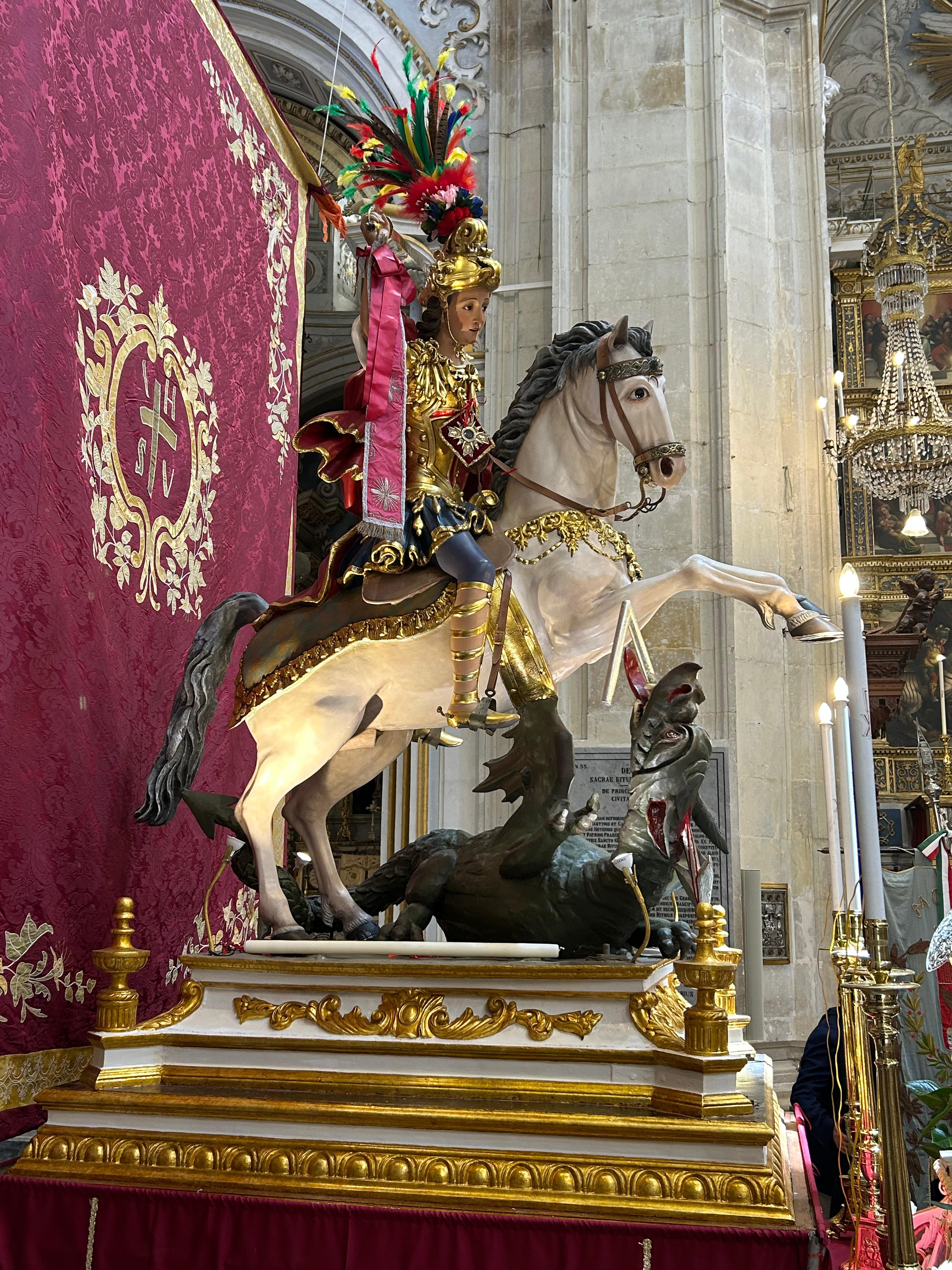
Simulacro San Giorgio Modica(RG)

### Transetto
- Absidiola destra: Cappella di San Giorgio. L'ambiente protetto da una robusta cancellata custodisce nell'edicola a tempietto dell'altare principale la statua equestre raffigurante San Giorgio, simulacro portato in processione il fine settimana successivo al 23 aprile. Nella nicchia a sinistra è collocata la Santa Cassa o Arca Santa,[27] opera d'arte del XIV secolo costruita a Venezia rivestita in argento intarsiato, donata alla chiesa dal barone Giovanni Grimaldi[4] ove si conservano le reliquie di San Giorgio, patrono della città di Modica e titolare della chiesa assieme a Sant'Ippolito. Tra le reliquie si venerano l'osso dell'omero, due denti, parte del sacro vessillo.[28]
  - Braccio transetto destro: Cappella del Santissimo Crocifisso. Il manufatto realizzato nel 1746. Su alti plinti ripartiti su due ordini ruotati verso l'esterno, poggiano colonne doriche binate con capitelli corinzi disposte anch'esse in senso obliquo. Una coppia di putti è presente alla base dei fusti. La particolare disposizione crea un animato timpano con cornicione delimitato da angeli alle estremità, doppie steli intermedie sovrapposte con basamento e angelo apicale. l'architettura convessa sull'asse verticale presenta una grande nicchia mistilinea superiormente con stemma al centro. All'interno del manufatto arricchito da decorazione in stucco barocco e particolari vagamente rococò è custodito un gruppo scultoreo costituito da Crocifisso fra le statue raffiguranti la Vergine Addolorata e San Giovanni Evangelista, opere di Salvatore Ammatuna.[29]
- Absidiola sinistra: Cappella della Madonna della Neve o Cappella del Santissimo Sacramento. L'ambiente del 1510 custodisce la scultura rinascimentale in marmo raffigurante la Madonna della Neve, datata 1511, opera di scuola gaginiana realizzata da Giuliano Mancino e Bartolomeo Berrettaro.[30][31][32]
  - Braccio transetto sinistro: Cappella dell'Immacolata Concezione. Il manufatto realizzato nel 1759. l'architettura ricalca nelle linee essenziali quella della Cappella del Santissimo Crocifisso. All'interno della nicchia sormontata da corona è custodita la statua raffigurante l'Immacolata Concezione.

### Presbiterio
La mensa dell'altare versus populum e il dossale dell'altare vesus Deum sono realizzati in argento sbalzato, opere del 1705.
A lati del presbiterio sono collocati gli stalli del coro ligneo del 1630. Nella parte superiore delle pareti sono presenti due grandi altorilievi, tra essi l'episodio di Gesù e la Samaritana.

## Altre opere
- Miracolo di San Spiridione, dipinto.
- 1700c., Ostensorio, manufatto argenteo, opera di Filippo Juvarra.
- Madonna Vasa Vasa, simulacro ed evento inserito nei riti pasquali della domenica di Risurrezione.

## La meridiana

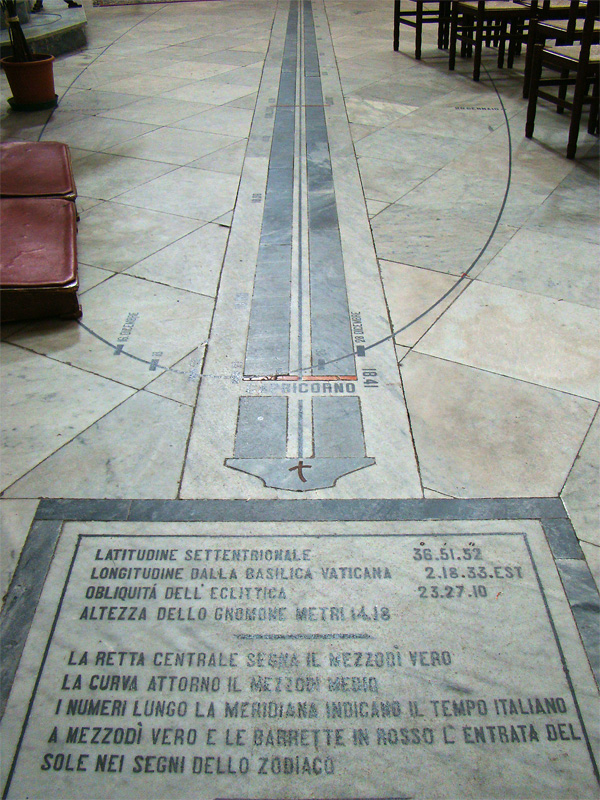
La meridiana solare.

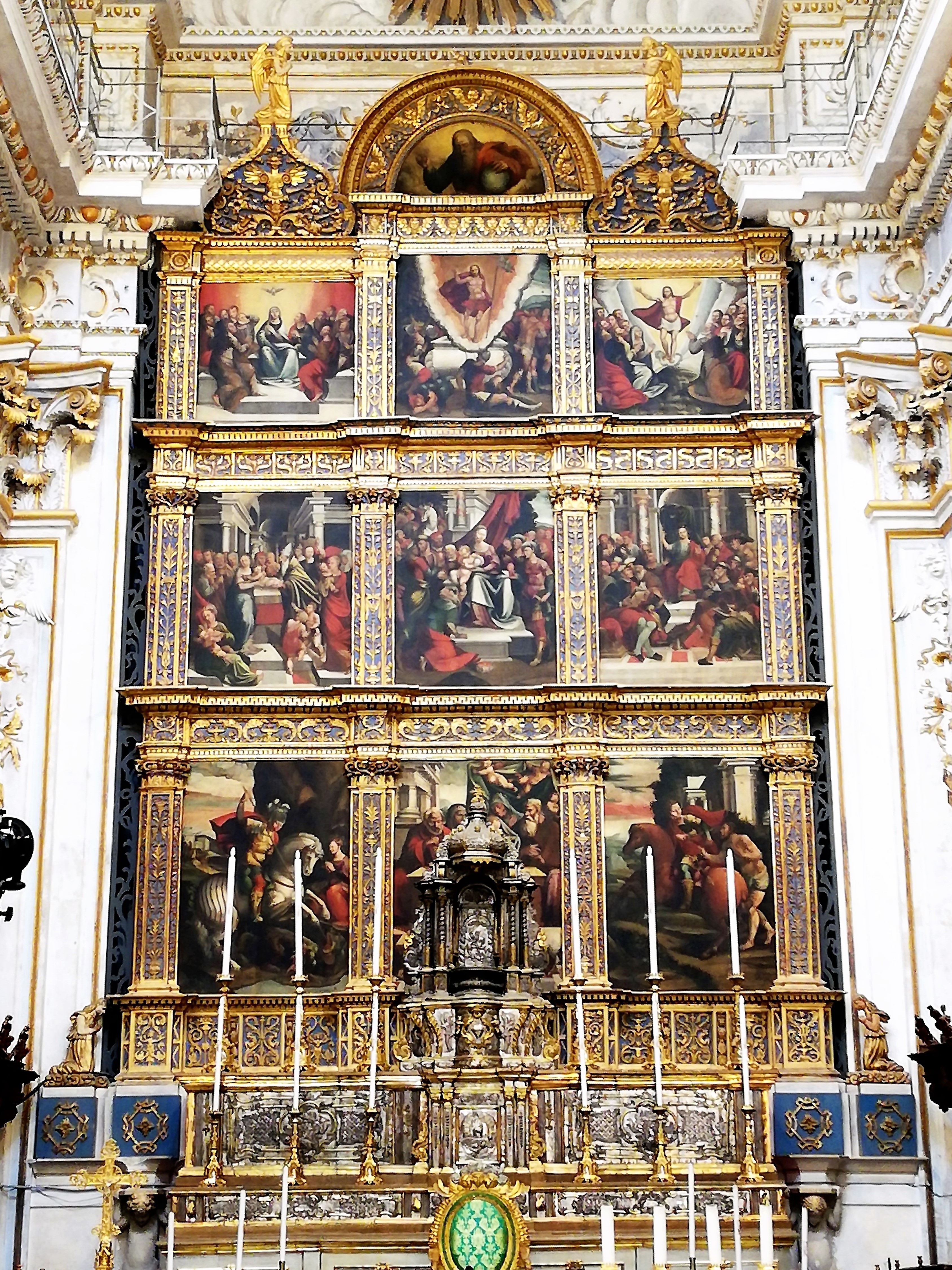
Polittico, Bernardino Nigro.

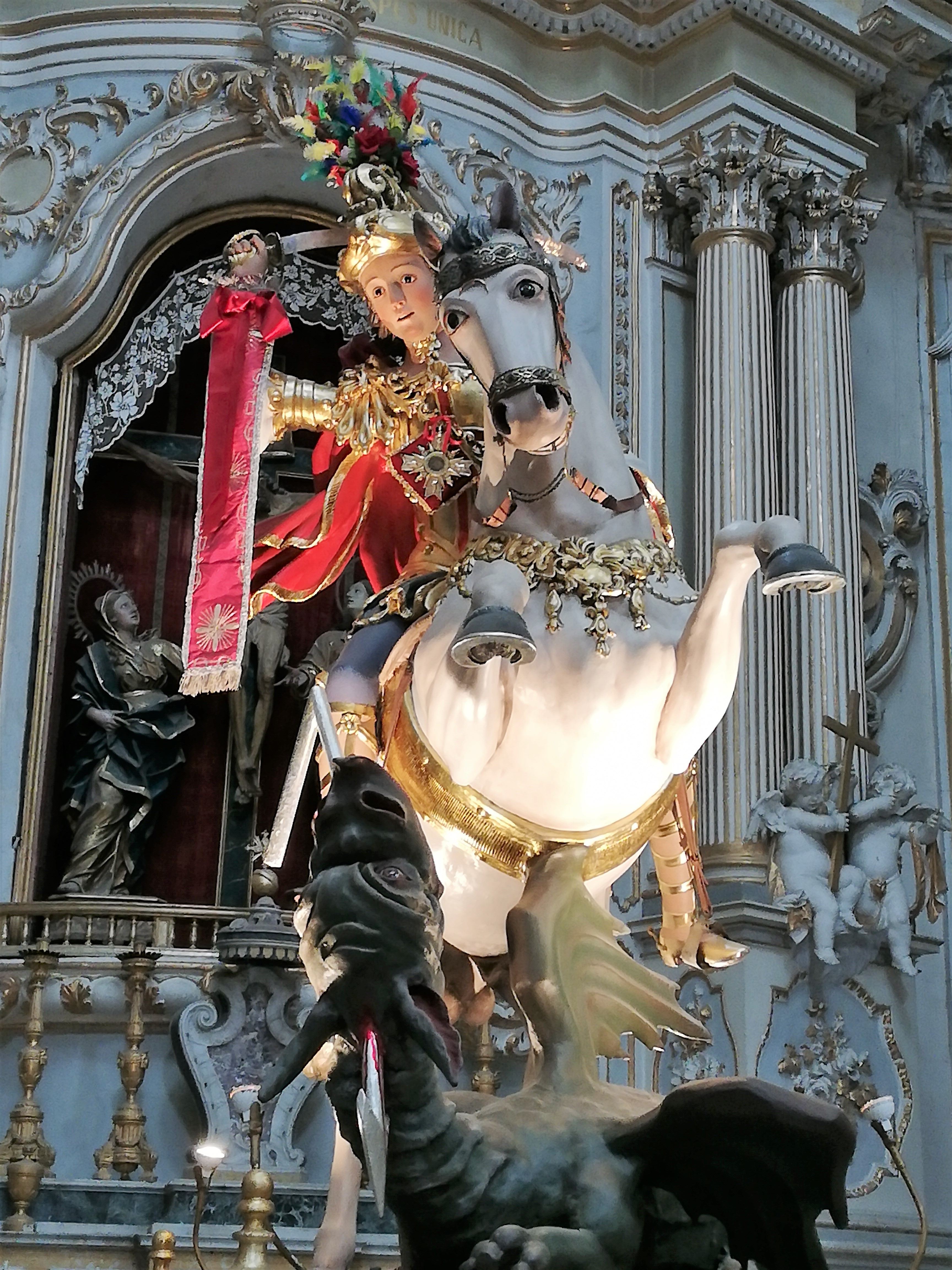
San Giorgio, simulacro.

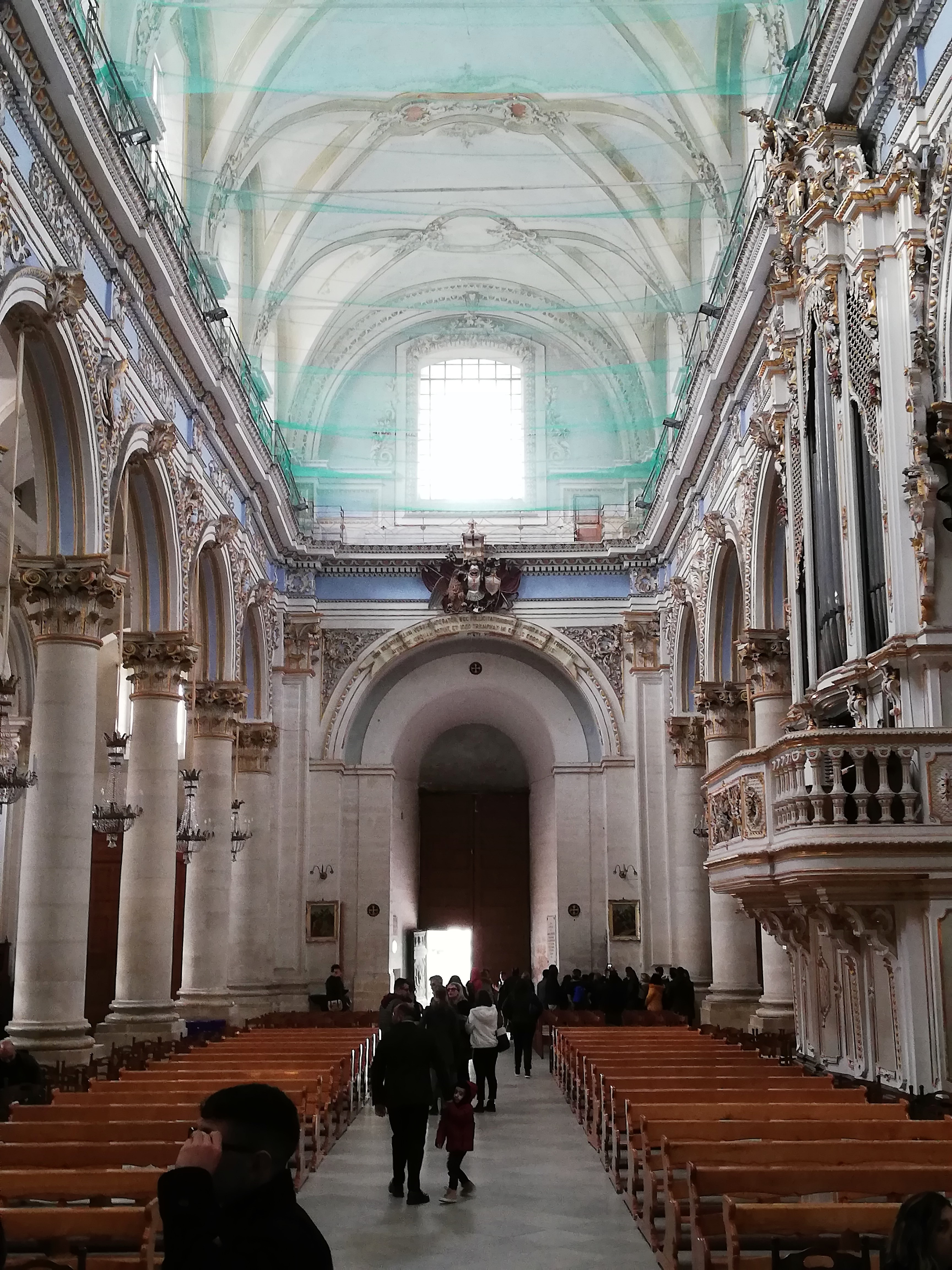
Controfacciata.

Sul pavimento dinanzi l'altare maggiore, nel 1895 il matematico Armando Perini disegnò una meridiana solare analemmatica; il raggio di sole, che entra dal foro dello gnomone posto in alto sulla destra, a mezzogiorno, segna sulla meridiana il mezzogiorno locale. All'estremo sinistro della meridiana, una lapide del pavimento contiene l'indicazione delle coordinate geografiche della chiesa, e dunque della stessa città di Modica.
L'elenco dei siti ospitanti le installazioni di meridiane: la cattedrale di Maria Santissima Annunziata di Acireale, la Scuola Tecnica Regia di Caltanissetta, la chiesa dei Santi Apostoli Pietro e Paolo di Castiglione di Sicilia, il duomo di Santa Maria Assunta di Castroreale, la chiesa di San Nicolò l'Arena di Catania, la basilica cattedrale protometropolitana della Santa Vergine Maria Assunta di Messina, il duomo di San Giorgio di Modica, la cattedrale metropolitana della Santa Vergine Maria Assunta di Palermo.

## Polittico di Bernardino Nigro
Un paragrafo a parte merita il grandioso polittico posto nel fondo della parete absidale dietro l'altare maggiore, composto da ben 10 tavole inserite in una elaborata cornice, dipinte, si credeva fino agli anni Settanta del secolo scorso, dal messinese Girolamo Alibrandi nel 1513, e raffiguranti le scene della Sacra Famiglia e della vita di Gesù.
Nel pannello centrale del primo ordine - registro inferiore - è raffigurata la Nascita, mistero gaudioso delimitato da due riquadri con le iconografie dei due santi cavalieri: San Giorgio che sconfigge il Drago e San Martino che divide il proprio mantello con Gesù che gli si presenta sotto le vesti di un povero accattone.

Nel secondo ordine - registro centrale - sono riprodotti la Circoncisione, la Presentazione al Tempio ed il Ritrovamento di Gesù al Tempio o Disputa coi Dottori della Legge con riferimento ai misteri gaudiosi.

Nel terzo ordine - registro superiore - sono rappresentati la Pentecoste o Discesa dello Spirito Santo nel Cenacolo, la Risurrezione e l'Ascensione, tre dei cinque misteri gloriosi.

Chiude la monumentale rassegna la lunetta con la raffigurazione dell'Eterno Padre in atto benedicente, delimitata da pinnacoli culminanti con le raffigurazioni di angeli genuflessi in atteggiamento orante ed adorante.
La datazione e l'autore del polittico, contestati per la difficile lettura della terza cifra sotto la pancia del cavallo di San Martino, sembravano avvalorati dal fatto che Girolamo Alibrandi, oltre ad essere contemporaneo e concittadino, era anche cognato di Giovanni Resaliba da Messina, l'abile intarsiatore ed indoratore delle cornici e dell'intera tribuna che contiene le 10 pale che compongono il polittico. Nessun dubbio che l'autore del Polittico di San Giorgio fosse stato Girolamo Alibrandi (1470-1524, noto come il "Raffaello di Sicilia") ebbe mai lo storico dell'arte Gioacchino Di Marzo (1839-1916), il quale adduceva come prove, oltre alla datazione, anche l'affinità di stile che la Presentazione di Gesù al Tempio (una delle dieci tavole di Modica), presenta con il famoso dipinto della Presentazione al Tempio eseguito nel 1519 dall'Alibrandi per la Compagnia della Candelora in Messina, esposto presso il Museo Nazionale della stessa città. Peraltro l'ipotesi che un tale capolavoro pittorico potesse essere attribuito al pittore manierista Bernardino Nigro (1538-1590) o Niger [non è certa la sua nascita a Modica, riportata Biancavilla (CT) dal Di Marzo, mentre è certo il matrimonio celebrato fra il M.(aestro) Bernardino Nigro e Agata Scolaro il I° ottobre del 1573 nella chiesa di San Giorgio di Modica], come facevano alcuni leggendo la data riportata in un piccolo riquadro bianco sotto la pancia del cavallo come 1573, era resa dubbia dalla giovanissima età, 15 anni, ove si fosse preso per buono l'anno di nascita ufficiale, il 1558 che il Nigro avrebbe avuto al compimento di un tale grandioso polittico.
Decisivo tuttavia per l'attribuzione al Nigro fu il professor Librando nel 1980, quando pubblicò un saggio, dove è riportata una "Canzone" del pittore siracusano Girolamo Gomes, contemporaneo del Nigro, canzone così titolata:"Canzuni di / Gilormu Comes / in laudi / di Binnardinu Lu Nigru / Pitturi, che iendu à Modica a pinciri un / San Giorgi, ed' un San Martinu ...".
Per concludere la controversia sull'autore del polittico, è recentissima la scoperta, presso un volume notarile conservato all'archivio di Stato di Modica, del contratto, dettagliatissimo, con cui i procuratori della chiesa di San Giorgio danno l'incarico dell'opera al Nigro, in data 26 settembre 1566, per il prezzo prestabilito alla consegna di 220 onze. La data di questa commissione elimina la possibilità che l'anno di nascita del pittore sia il 1558, rendendo piuttosto quasi certa la data presunta 1538.

## Organo a Canne

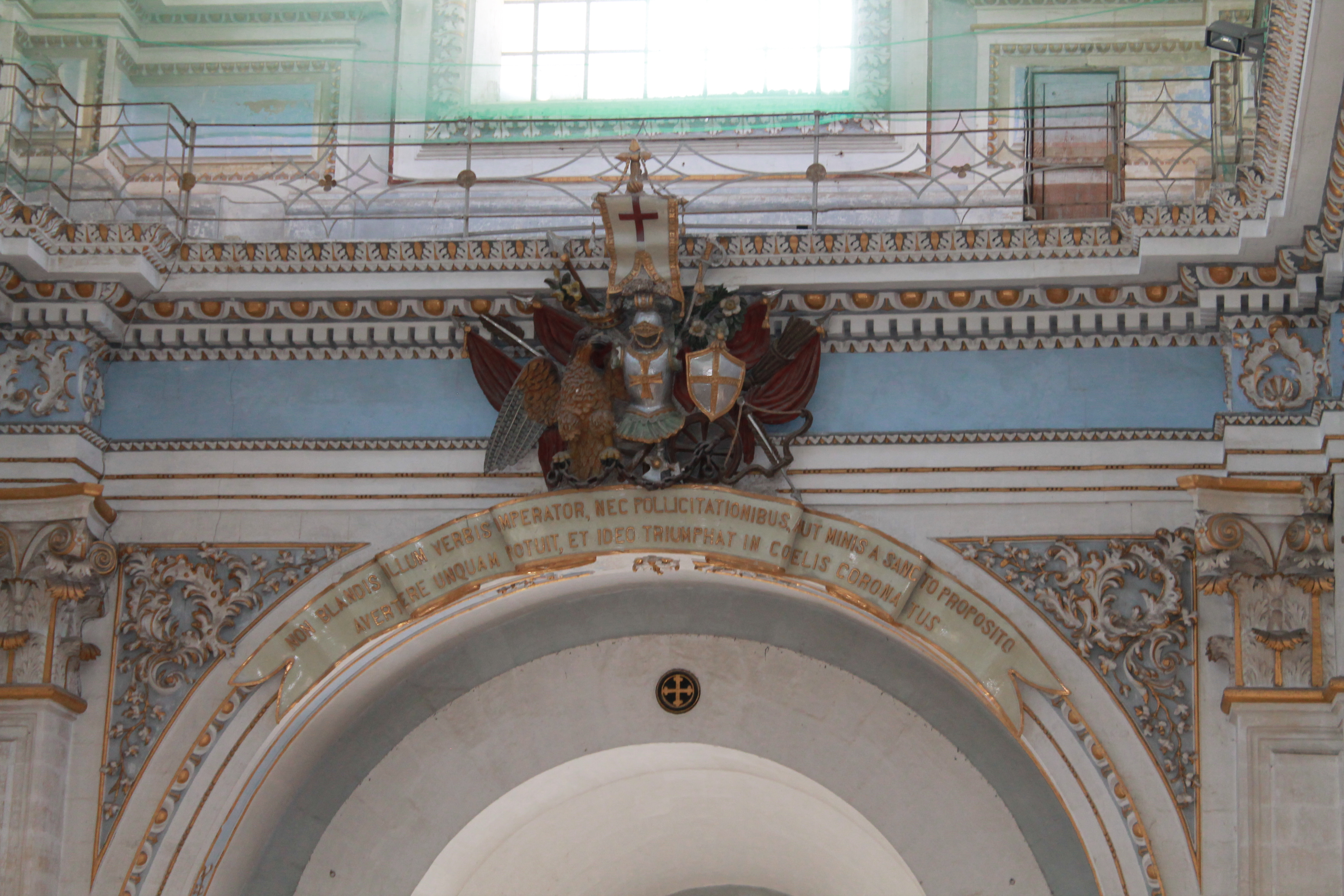

L’Organo Massimo di San Giorgio in Modica, custodito nel Duomo di San Giorgio, è uno dei più originali esempi di arte organaria della fine dell’800. L’artefice di questo strumento, Casimiro Allieri, già capofabbrica della Rinomata Fabbrica Serassi di Bergamo, si impegnò a fondo tra il 1886 e il 1888 per realizzare uno strumento che fosse, al tempo stesso, la massima espressione dell’arte organaria italiana dell’epoca e che tenesse conto delle innovazioni sviluppate al di fuori dell’Italia.
Per quanto questi strumenti possano affascinare, essi presentano alcune criticità estetiche di cui non si può non tenere conto: l’uso sistematico dei registri spezzati limita l’esecuzione a brani in cui vi è una netta separazione tra melodia e accompagnamento accordale, spesso non particolarmente elegante. Inoltre, la pedaliera, sebbene robusta timbricamente, risulta poco utilizzabile a causa del numero limitato di tasti, accentuando la struttura armonica rigidamente funzionale all’accompagnamento del canto, considerato all’epoca l’elemento principale per suscitare emozioni e sentimenti nella musica italiana dell’800.
Lo strumento costruito da Casimiro Allieri a Modica nel 1888 rappresenta un chiaro esempio di organo di transizione, ma in senso propositivo e innovativo, nel tentativo di superare i limiti tradizionali.
L’organo è collocato in un corpo unico su cantoria, sotto la quarta arcata tra la navata centrale e la navata laterale sinistra. Ha una trasmissione meccanica e una consolle a finestra situata al centro della parete anteriore della cassa. L’analisi della sua disposizione fonica non lascia dubbi sulla sua ricchezza timbrica: vi si trovano corni, fagotti, violoncelli, viole bassi, ottavini soprani, oltre ai principali e alle file di ripieno, dimostrando come l’universo sonoro dei Serassi non fosse stato rinnegato.
Di chiara ispirazione italiana è la suddivisione fonica delle tastiere:
Il primo manuale, il Grand’Organo, è ricco di Principali e presenta un numero moderato di file di Ripieno.
Il secondo manuale, chiamato di Istromentazione, richiama fortemente il clavier de bombarde francese, con una ricca dotazione di registri ad ancia.
Il terzo manuale, denominato Organo eco, è di impostazione serassiana ed espressivo, collocato in una posizione strategica rispetto agli altri due manuali.
Il quarto manuale, l’organo tergale, anch’esso espressivo, è destinato a effetti sonori delicati.
L’impostazione timbrica italiana si combina qui con la distribuzione francese delle masse sonore, basata sulla gradazione ottenuta mediante l’unione dei manuali.
L’organo di Casimiro Allieri presenta una pedaliera estesa a 27 tasti, segno di una nuova concezione dell’uso della pedaliera, non più relegata a semplice sostegno armonico. Tuttavia, nel caso specifico, essa non gode di grande indipendenza fonica. La ricchezza timbrica dei manuali consente comunque di compensare questa limitazione grazie alle unioni. Resta il fatto che la pedaliera supera il limite tradizionale della prima ottava cromatica e si afferma come elemento essenziale dell’organo.
La disposizione fonica dei quattro manuali tende a superare la rigida separazione tra bassi e soprani:
Il Grand’Organo ha registri che coprono l’intera tastiera, lasciando all’organista la facoltà di spezzarla o meno.
Il secondo manuale presenta diversi registri interi, tra cui Trombe, Oboe, Ottavino, Corno Inglese, Clarone, Flauti traverso in VIII e in XII, Cornetto.
Il terzo manuale include l’Oboe, il Flauto a camino, la Dulciana e il Flauto in ottava interi, e sia ai bassi che ai soprani si trovano Violoncello e Viola.
Il quarto manuale ha tre registri interi su cinque.
Casimiro Allieri partì dunque da una concezione serassiana dei timbri, ma superò il vincolo delle tastiere spezzate, proponendo una disposizione fonica che consentisse di utilizzare le quattro tastiere intere oppure spezzate. L’organista poteva scegliere se accoppiarle alla maniera di Cavaillé-Coll o sfruttare la suddivisione in otto mezze tastiere.

Nel 1902 si decise di arricchire l’estetica dello strumento con stucchi e dorature, affidando il lavoro a Giovanni Tanasi, allievo di Sebastiano Giuliano e già attivo nel Duomo. I lavori furono completati l’anno successivo, come testimoniato dall’iscrizione posta alla base dell’organo, sulla sua destra: "Giovanni Tanasi da Palazzolo Indorò 1903" 

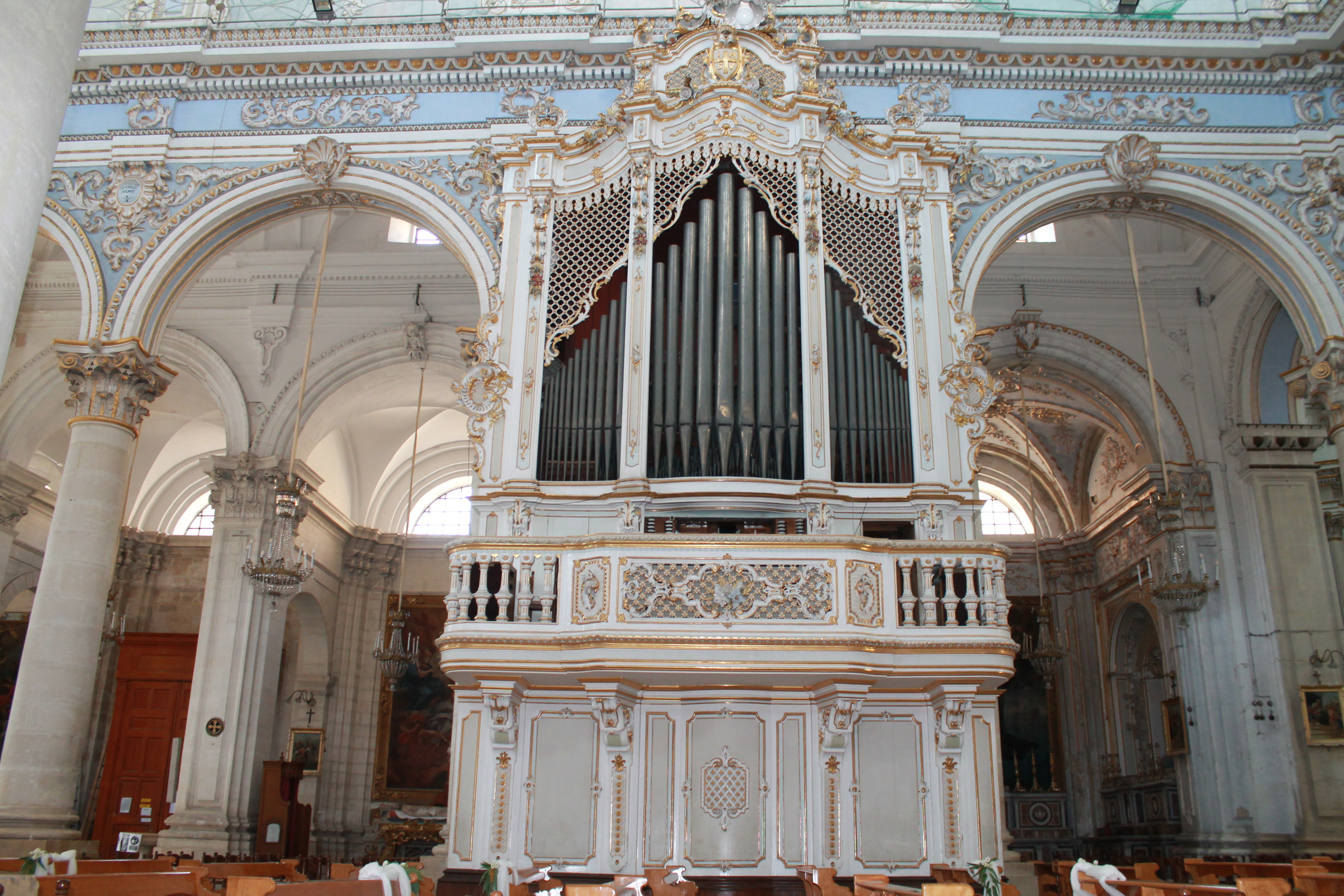
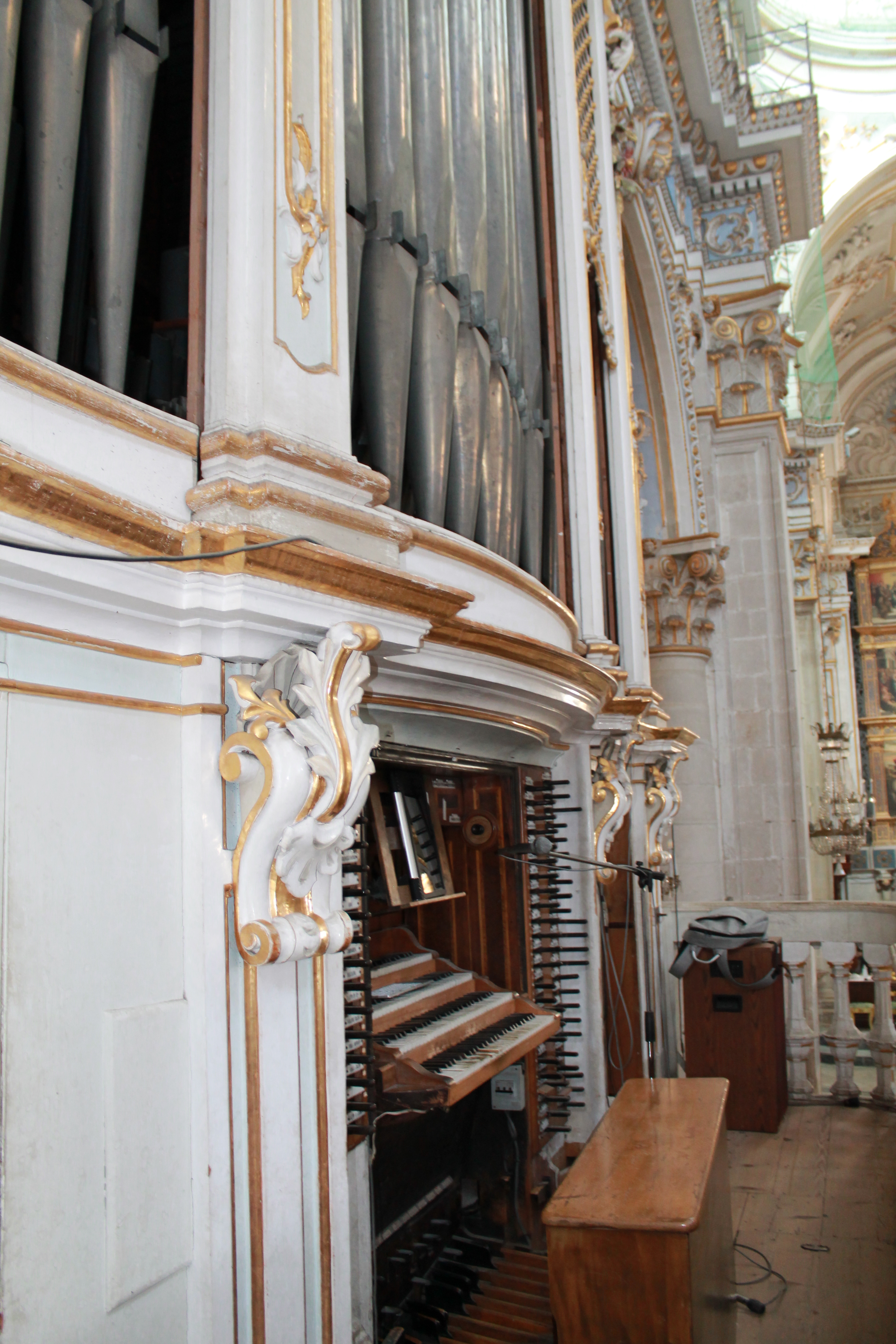
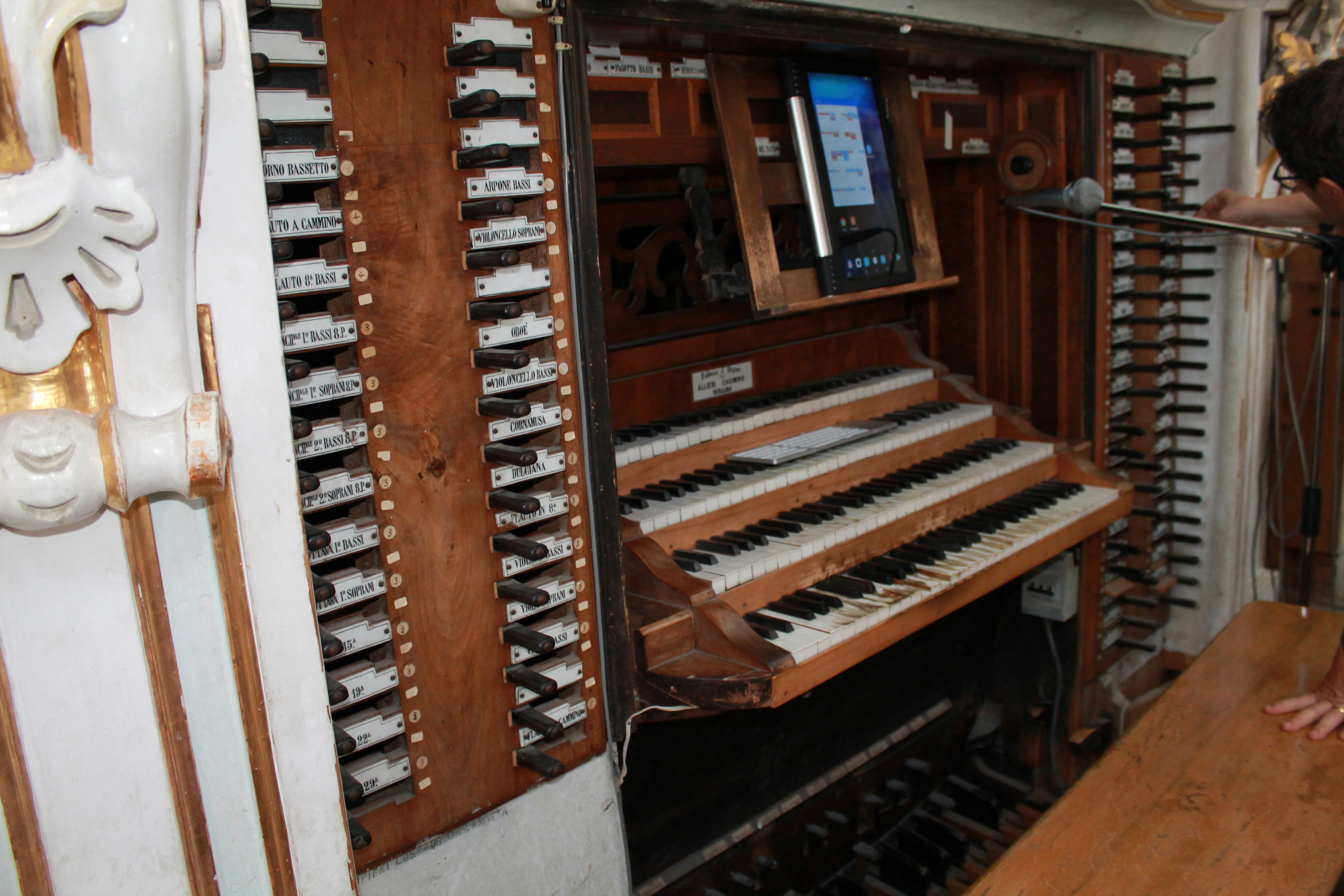
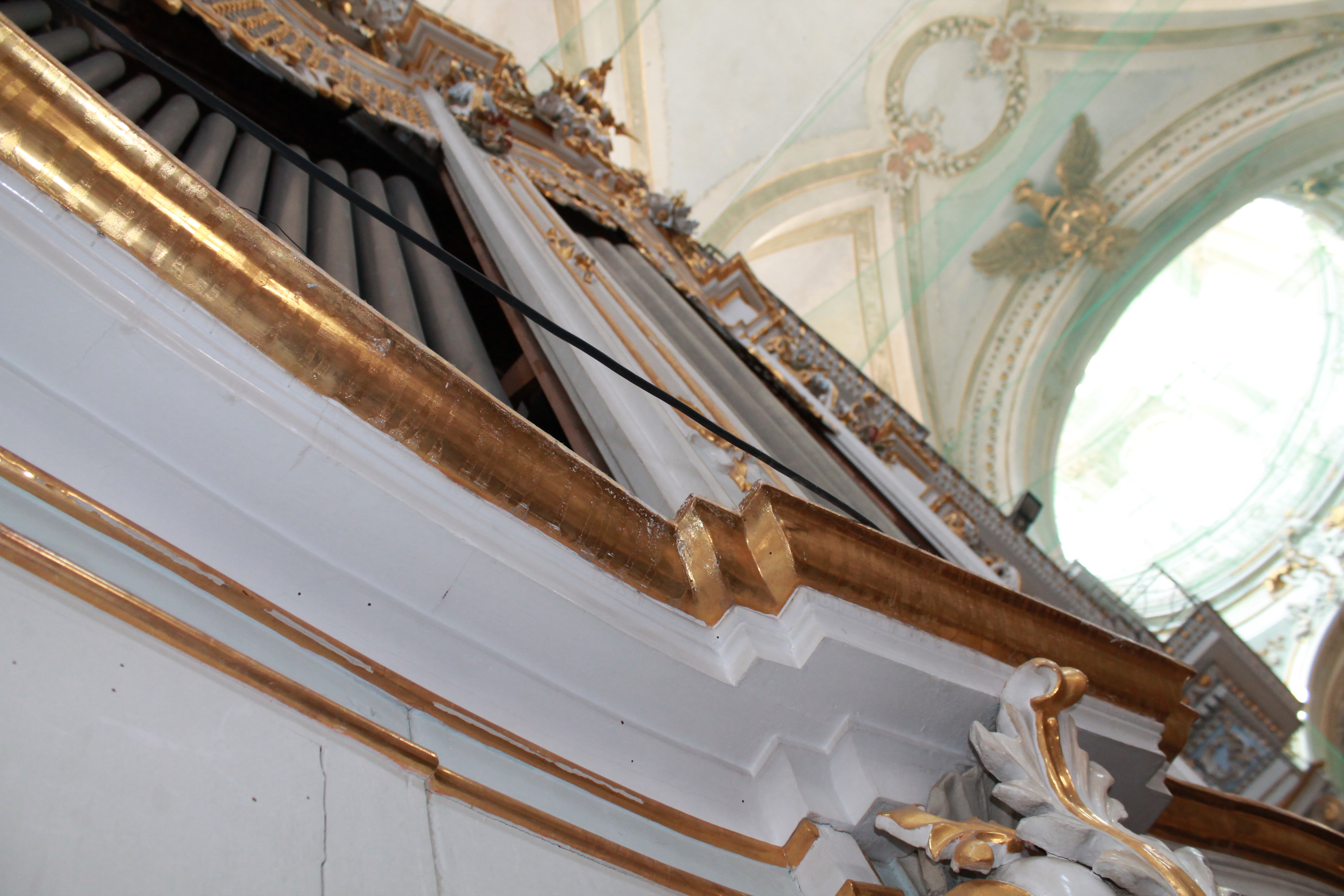

## Confraternite
Sodalizi documentati:
- Due società devote hanno per culto il Santissimo Sacramento.
- Società per il servizio presso l'altare delle Anime Purganti nella Cappella della Vergine Assunta.
- Confraternita di Sant'Antonio di Padova.[45]
- Confraternita di San Michele Arcangelo.[45]
- Confraternita del Santissimo Sacramento.[45]
- Congregazione sotto il titolo della Vergine dei Dolori.[29]

Chiese inferiori soggette o chiese sacramentali coadiutrici:
- Chiesa di Santa Maria del Casale.
- Chiesa di San Giovanni Evangelista.
- Chiesa di Santa Maria la Catena.

## Feste religiose
- 23 Aprile, "Festa di San Giorgio", evento processionale documentato. Tale festa viene festeggiata la domenica successiva al 23 Aprile.[24][46]